# Optické rozpoznávání znaků

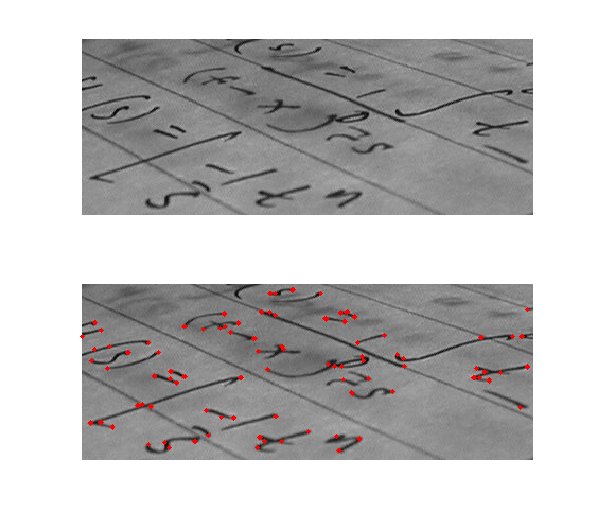
OCR algoritmus, detekce hran

Optické rozpoznávání znaků či OCR (z anglického Optical Character Recognition) je metoda, která pomocí scanneru umožňuje digitalizaci tištěných textů, s nimiž pak lze pracovat jako s normálním počítačovým textem. Počítačový program převádí obraz buď automaticky, nebo se musí naučit rozpoznávat znaky. Převedený text je téměř vždy v závislosti na kvalitě předlohy třeba podrobit důkladné korektuře, protože OCR program nemusí rozeznat všechna písmena správně. OCR – zpracování textu z tištěné do elektronické podoby je použitelné pro všechny tištěné výstupy z laserových, inkoustových, termosublimačních a jehličkových tiskáren a samozřejmě pro předlohy vytištěné knihtiskem. U nevhodných předloh, např. slabě vytištěných jehličkových výtisků nebo dohromady slitých písmen, se z časového hlediska vyplatí spíše přepis textu.
Pro snadné rozpoznávání znaků byly vyvinuty strojově čitelné fonty, např. OCR-A, nebo dnes používanější OCR-B.

## OCR software
| Jméno                             | Licence                | Operační systém                                                                          | Poznámky                      |
| --------------------------------- | ---------------------- | ---------------------------------------------------------------------------------------- | ----------------------------- |
| ABBYY FineReader OCR              | Komerční               | Microsoft Windows Vista, Microsoft Windows Server 2003, Windows XP, Windows 2000 (SP2).. |                               |
| Adobe Acrobat                     | Komerční               | Windows, macOS                                                                           |                               |
| PDF-XChange Viewer                | Freeware               | Windows                                                                                  |                               |
| PDF-XChange Viewer Pro            | Komerční               | Windows                                                                                  |                               |
| GOCR                              | GPL                    | (open source)                                                                            |                               |
| Microsoft Office Document Imaging | Komerční               | Windows, macOS                                                                           |                               |
| NovoDynamics VERUS                | Komerční?              | ?                                                                                        |                               |
| Ocrad                             | GPL                    | Unix-like, OS/2                                                                          |                               |
| OCRopus                           | Apache                 | Linux                                                                                    |                               |
| OmniPage                          | Komerční (Nuance EULA) | Windows                                                                                  | Produkt Nuance Communications |
| Readiris                          | Komerční               | Windows, Mac OS                                                                          | Produkt I.R.I.S.              |
| ReadSoft                          | Komerční               | ?                                                                                        |                               |
| SimpleOCR                         | Freeware a komerční    | Windows                                                                                  |                               |
| SmartScore                        | Komerční               | Windows, Mac                                                                             |                               |
| Tesseract                         | Apache                 | Windows, macOS, Linux, OS/2                                                              | Vyvíjeno Googlem              |
| Nicomsoft OCR                     | Komerční               | Windows, Linux                                                                           |                               |

## OCR rozpoznávající ručně psané znaky
Koncem 60. let 20. století byly v Japonsku vyvinuty OCR systémy rozeznávající i rukou psané znaky, především číslice (poštovní směrovací čísla). Zařízení různých výrobců, ve kterých jsou tato OCR integrována, slouží v poštovním provozu k automatickému třídění dopisů.